# Messaline (film, 1951)
Pour les articles homonymes, voir Messaline (homonymie).
Pour plus de détails, voir Fiche technique et Distribution.
Messaline (Messalina) est un film franco-hispano-italien réalisé par Carmine Gallone, sorti en 1951.

## Synopsis
Affamée de pouvoir et de plaisir, Messaline change d'amants aussi vite qu'elle élimine ses ennemis, comme le droit Valerius, Valère l'asiatique.
Elle réussit même à convaincre l'empereur Claude, dévasté par un faux oracle, que pour qu'il soit sauf, elle doit se remarier avec son amant Caius Silius ; mais le plan avec lequel elle pense s'emparer du trône impérial se retournera contre elle.

## Fiche technique
- Titre original : Messalina
- Titre français : Messaline
- Réalisation : Carmine Gallone
- Scénario et dialogue : Carmine Gallone, Vittorio Nino Novarese, Albert Valentin, Pierre Laroche et Cesare Ludovici
- Photographie : Anchise Brizzi
- Montage : Niccolò Lazzari
- Musique : Renzo Rossellini
- Pays de production : Italie, France, Espagne
- Format : Noir et blanc - 1,37:1 - Mono
- Genre : péplum
- Date de sortie : 1951
- Affiche : Marcel Jeanne (France)

## Distribution
- María Félix : Messaline
- Georges Marchal : Caius Silius
- Memo Benassi : Claude
- Jean Chevrier : Valerius (Asiaticus)
- Delia Scala : Cinzia
- Erno Crisa : Timus
- Carlo Ninchi : Taurus
- Camillo Pilotto : Octave
- Jean Tissier : Mnester
- Germaine Kerjean : Ismene
- Ave Ninchi : Locuste
- Michel Vitold : Narcisse
- Pietro Tordi : Un malfrat des bas-quartiers (non crédité)
- Sergio Bergonzelli (non crédité)
- Greta Gonda